# Randy Ciarlante
Randy Ciarlante é um músico estadunidense, mais conhecido por seu trabalho com o The Band. Entrou para o grupo em 1990, como baterista e vocalista de apoio. Gravou com eles os álbuns Jubilation e High on the Hog, permanecendo como integrante até a dissolução do The Band em 2000, após a morte de Rick Danko no final de 1999.